# کورتیس رابین
کورتیس رابین (به انگلیسی: Curtiss_Robin) یک هواگرد ملخ‌پیشین تک‌موتوره از نوع تفریحی ساخت شرکت Curtiss-Robertson Airplane Manufacturing Company است. هواگرد کورتیس رابین نخستین پروازش را در ۷ اوت ۱۹۲۸ میلادی انجام داد. این هواگرد در سال ۱۹۲۸ میلادی رسماً معرفی گردید. در مجموع، تعداد ۷۶۹ فروند از این هواگرد ساخته شده‌است.